# Cité Marthe-Condat
La cité Marthe-Condat est une voie située dans le 12e arrondissement de Paris, en France.

## Situation et accès
La voie est accessible depuis l'avenue du Docteur-Arnold-Netter au niveau du numéro 77.

## Origine du nom
La voie porte le nom de Marthe Condat (1886-1939), médécin française.

## Historique
Par délibération du 7 juillet 2023, la voie prend la dénomination de « cité Marthe-Condat ».